# Randi Tytingvåg
Randi Tytingvåg (Stavanger, 18 aprile 1979) è una cantante norvegese.

## Biografia
Dopo aver studiato canto jazz a Londra, Randi Tytingvåg ha fatto il suo debutto al festival MaiJazz nel 2001. Il suo album di debutto del 2004, Heavenly Attack, le ha fruttato un premio da parte della sua città natale, Stavanger, per l'artista di maggior rilievo dell'anno. Nel 2009 ha ottenuto il suo primo ingresso nella classifica norvegese grazie al terzo album Red, che ha debuttato alla 30ª posizione.
Nel 2010 ha fondato, insieme a Britt Synnøve Johansen e a Hanne Sørvaag, il trio Julestjerner, con cui si esibisce in tournée natalizie. Dal 2015 si esibisce anche con il Randi Tytingvåg Trio, che ha formato insieme al chitarrista Dag S. Vagle e al suonatore di banjo Erlend E. Aasland.

## Discografia

### Album in studio
- 2004 – Heavenly Attack
- 2006 – Let Go
- 2009 – Red
- 2012 – Grounding
- 2015 – Three (Randi Tytingvåg Trio)
- 2017 – Roots & Wings (Randi Tytingvåg Trio)
- 2019 – The Light You Need Exists (Randi Tytingvåg Trio)

### EP
- 2004 – Beyond Surface
- 2013 – Lights Out

### Singoli
- 2012 – Impatience
- 2012 – Paper Tiger
- 2016 – 17 slag (con Britt Synnøve Johansen e Hanne Sørvaag)
- 2017 – Yes, But No... (Randi Tytingvåg Trio)